# Безьдзядув
Безьдзядув (пол. Bieździadów, нім. Hochfeld) — село в Польщі, у гміні Жеркув Яроцинського повіту Великопольського воєводства.
Населення — 400 осіб (2011).
У 1975-1998 роках село належало до Каліського воєводства.

## Демографія
Демографічна структура станом на 31 березня 2011 року:
|          | Загалом | Допрацездатний вік | Працездатний вік | Постпрацездатний вік |
| -------- | ------- | ------------------ | ---------------- | -------------------- |
| Чоловіки | 200     | 46                 | 130              | 24                   |
| Жінки    | 200     | 39                 | 115              | 46                   |
| Разом    | 400     | 85                 | 245              | 70                   |